# ديلان سميث (لاعب اتحاد الرغبي)
ديلان سميث (بالإنجليزية: Dylan Smith)‏ هو لاعب اتحاد الرغبي جنوب أفريقي، ولد في 26 فبراير 1994 في ديربان في جنوب أفريقيا.